# Miltochrista lanceolata
Miltochrista lanceolata là một loài bướm đêm thuộc phân họ Arctiinae, họ Erebidae.